# Дантас, Эдуарду
Эдуа́рду Да́нтас (порт.-браз. Eduardo Dantas; 3 февраля 1989, Рио-де-Жанейро) — бразильский боец смешанного стиля, представитель легчайшей весовой категории. Выступает на профессиональном уровне начиная с 2007 года, известен по участию в турнирах бойцовской организации Bellator, действующий чемпион Bellator в легчайшем весе.

## Биография
Эдуарду Дантас родился 3 февраля 1989 года в Рио-де-Жанейро.
Дебютировал в смешанных единоборствах на профессиональном уровне в марте 2007 года, выиграв у своего первого соперника единогласным решением судей. Дрался преимущественно в местном промоушене Shooto Brazil, где одержал в общей сложности семь побед, в том числе завоевал и защитил титул чемпиона Южной Америки по версии Shooto в полулёгком весе (59 кг). Первое в карьере поражение потерпел из-за дисквалификации, так как нанёс по лежачему сопернику удар ногой в голову, и тот не смог продолжить поединок. Дважды выступал на турнирах Shooto в Японии, по очкам победил Синъити Кодзиму и проиграл титульный бой против Масакацу Уэды.
Имея в послужном списке десять побед и только два поражения, в 2011 году Дантас привлёк к себе внимание крупной американской организации Bellator Fighting Championships и сразу принял участие в гран-при пятого сезона легчайшего веса. Последовательно одолел всех троих соперников по турнирной сетке: на стадии четвертьфиналов нокаутировал соотечественника Вилсона Рейса, в полуфинале и финале решением судей выиграл у американца Эда Уэста и кубинца Алексиса Вилы соответственно. Став победителем гран-при, удостоился права оспорить титул чемпиона Bellator, который на тот момент принадлежал Заку Маковски. Чемпионский бой между ними состоялся в апреле 2012 года, в середине второго раунда Дантасу удалось закрыть треугольник руками, Маковски при этом долго терпел и потерял сознание от удушья, проиграв технической сдачей.
Получив чемпионский пояс, Дантас решил провести один бой на родине в Shooto Brazil и получил на это разрешение от Bellator — организация пошла ему навстречу, поскольку запланированный турнир планировался за пределами США и не транслировался американским телевидением. Бразильский боец находился в числе лучших бойцов легчайшей весовой категории и считался явным фаворитом в бою с малоизвестным Тайсоном Намом. Однако, к удивлению общественности, уже в первом раунде Нам отправил Дантаса в тяжёлый нокаут.
В 2013 году Эдуарду Дантас продолжил выступать в Bellator и сумел дважды защитить свой чемпионский пояс, победив Маркуса Галвана и Энтони Леоне. Во время третьей защиты встретился с Джо Уорреном — их противостояние продлилось все пять раундов, и все трое судей единогласно отдали победу Уоррену.
В мае 2015 года в рейтинговом бою победил Майка Ричмена и вновь стал официальным претендентом на титул чемпиона Bellator, которым к тому времени уже владел Маркус Галван. Матч-реванш между ними дважды переносился, сначала из-за травмы Дантаса, затем из-за болезни Галвана. В июне 2016 года бойцы всё же встретились в клетке, Дантас снова выиграл у Галвана, на сей раз судейским решением, и забрал у него чемпионский титул. Позже в том же году провёл защиту с Джо Уорреном, взял у него реванш за прошлое поражение, выиграв решением большинства судей.
Лишился титула чемпиона Bellator в октябре 2017 года, уступив единогласным решением Дэрриону Колдуэллу.

## Статистика в профессиональном ММА
| Боёв 28          | Побед 21 | Поражений 7 |
| ---------------- | -------- | ----------- |
| Нокаутом         | 4        | 3           |
| Сдачей           | 6        | 0           |
| Решением         | 11       | 3           |
| Дисквалификацией | 0        | 1           |

| Результат | Рекорд | Соперник                | Способ                                 | Турнир                                                   | Дата             | Раунд | Время | Место                    | Примечание                                                                         |
| --------- | ------ | ----------------------- | -------------------------------------- | -------------------------------------------------------- | ---------------- | ----- | ----- | ------------------------ | ---------------------------------------------------------------------------------- |
| Поражение | 21-7   | Хуан Арчулета           | KO (удар рукой)                        | Bellator 222                                             | 14 июня 2019     | 2     | 4:59  | Нью-Йорк, США            |                                                                                    |
| Победа    | 21-6   | Тоби Мизеч              | Единогласное решение                   | Bellator 215                                             | 15 февраля 2019  | 3     | 5:00  | Анкасвилл, США           |                                                                                    |
| Поражение | 20-6   | Майкл Макдональд        | KO (удары руками)                      | Bellator 202                                             | 13 июля 2018     | 1     | 0:58  | Такервилл, США           |                                                                                    |
| Поражение | 20-5   | Дэррион Колдуэлл        | Единогласное решение                   | Bellator 184                                             | 6 октября 2017   | 5     | 5:00  | Такервилл, США           | Лишился титула чемпиона Bellator в легчайшем весе.                                 |
| Победа    | 20-4   | Леандру Игу             | Раздельное решение                     | Bellator 177                                             | 14 апреля 2017   | 3     | 5:00  | Будапешт, Венгрия        | Нетитульный бой (Иго не сделал вес).                                               |
| Победа    | 19-4   | Джо Уоррен              | Решение большинства                    | Bellator 166                                             | 2 декабря 2016   | 5     | 5:00  | Такервилл, США           | Защитил титул чемпиона Bellator в легчайшем весе.                                  |
| Победа    | 18-4   | Маркус Галван           | Единогласное решение                   | Bellator 156                                             | 17 июня 2016     | 5     | 5:00  | Фресно, США              | Выиграл титул чемпиона Bellator в легчайшем весе.                                  |
| Победа    | 17-4   | Майк Ричмен             | Единогласное решение                   | Bellator 137                                             | 15 мая 2015      | 3     | 5:00  | Темекьюла, США           |                                                                                    |
| Поражение | 16-4   | Джо Уоррен              | Единогласное решение                   | Bellator 128                                             | 10 октября 2014  | 5     | 5:00  | Такервилл, США           | Лишился титула чемпиона Bellator в легчайшем весе.                                 |
| Победа    | 16-3   | Энтони Леоне            | Сдача (удушение сзади)                 | Bellator 111                                             | 7 марта 2014     | 2     | 2:04  | Такервилл, США           | Защитил титул чемпиона Bellator в легчайшем весе.                                  |
| Победа    | 15-3   | Маркус Галван           | KO (удары руками)                      | Bellator 89                                              | 14 февраля 2013  | 2     | 3:01  | Шарлотт, США             | Защитил титул чемпиона Bellator в легчайшем весе.                                  |
| Поражение | 14-3   | Тайсон Нам              | KO (удар рукой)                        | Shooto Brazil 33: Fight for BOPE 2                       | 25 августа 2012  | 1     | 1:36  | Рио-де-Жанейро, Бразилия |                                                                                    |
| Победа    | 14-2   | Зак Маковски            | Техническая сдача (треугольник руками) | Bellator 65                                              | 13 апреля 2012   | 2     | 3:26  | Атлантик-Сити, США       | Выиграл титул чемпиона Bellator в легчайшем весе.                                  |
| Победа    | 13-2   | Алексис Вила            | Единогласное решение                   | Bellator 59                                              | 26 ноября 2011   | 3     | 5:00  | Атлантик-Сити, США       | Финал гран-при 5 сезона Bellator легчайшего веса.                                  |
| Победа    | 12-2   | Эд Уэст                 | Раздельное решение                     | Bellator 55                                              | 22 октября 2011  | 3     | 5:00  | Юма, США                 | Полуфинал гран-при 5 сезона Bellator легчайшего веса.                              |
| Победа    | 11-2   | Вилсон Рейс             | KO (удары)                             | Bellator 51                                              | 24 сентября 2011 | 2     | 1:02  | Кантон, США              | Четвертьфинал гран-при 5 сезона Bellator легчайшего веса.                          |
| Победа    | 10-2   | Самуэл ди Соуза         | Сдача (рычаг локтя)                    | Shooto Brazil 20                                         | 11 декабря 2010  | 1     | 0:20  | Рио-де-Жанейро, Бразилия | Защитил титул чемпиона Южной Америки по версии Shooto в полулёгком весе.           |
| Победа    | 9-2    | Хиромаса Огикубо        | Сдача (удушение сзади)                 | Shooto: The Way of Shooto 3: Like a Tiger, Like a Dragon | 30 мая 2010      | 3     | 1:21  | Токио, Япония            |                                                                                    |
| Победа    | 8-2    | Карлус Роберту          | TKO (удары руками)                     | Shooto Brazil 14                                         | 26 ноября 2009   | 2     | 0:46  | Рио-де-Жанейро, Бразилия |                                                                                    |
| Поражение | 7-2    | Масакацу Уэда           | Единогласное решение                   | Shooto: Revolutionary Exchanges 1: Undefeated            | 19 июля 2009     | 3     | 5:00  | Токио, Япония            | Бой за титул чемпиона Shooto в полулёгком весе.                                    |
| Победа    | 7-1    | Маурисиу Антониу Сантус | Единогласное решение                   | World Fighting Combat                                    | 24 апреля 2009   | 3     | 5:00  | Нитерой, Бразилия        |                                                                                    |
| Победа    | 6-1    | Луис Ногейра            | Сдача (рычаг локтя)                    | Shooto Brazil 9                                          | 29 ноября 2008   | 2     | 1:41  | Форталеза, Бразилия      | Выиграл вакантный титул чемпиона Южной Америки по версии Shooto в полулёгком весе. |
| Победа    | 5-1    | Хуан Тессари            | Сдача (удушение сзади)                 | Shooto Brazil 7                                          | 28 июня 2008     | 2     | 2:33  | Рио-де-Жанейро, Бразилия |                                                                                    |
| Победа    | 4-1    | Худсон Роша             | TKO (удары руками)                     | Shooto Brazil 5                                          | 26 января 2008   | 1     | N/A   | Рио-де-Жанейро, Бразилия |                                                                                    |
| Победа    | 3-1    | Синъити Кодзима         | Единогласное решение                   | Shooto: Back To Our Roots 6                              | 8 ноября 2007    | 3     | 5:00  | Токио, Япония            |                                                                                    |
| Поражение | 2-1    | Аритану Силва Барбоза   | DQ (запрещённый соккер-кик)            | Cassino Fight 4                                          | 15 сентября 2007 | 1     | 3:31  | Манаус, Бразилия         |                                                                                    |
| Победа    | 2-0    | Фабиу Оливейра          | Единогласное решение                   | Shooto Brazil 3                                          | 7 июля 2007      | 3     | 5:00  | Рио-де-Жанейро, Бразилия |                                                                                    |
| Победа    | 1-0    | Виллиам Порфириу        | Единогласное решение                   | Shooto Brazil 2                                          | 24 марта 2007    | 3     | 5:00  | Рио-де-Жанейро, Бразилия |                                                                                    |